# Wild Life
Wild Life er debutalbummet fra Wings og det tredje album fra Paul McCartney efter opløsningen af The Beatles. Det blev indspillet i juli-august 1971 i Abbey Road Studios af Paul McCartney sammen med hans hustru Linda McCartney, studietrommeslageren Denny Seiwell, som også medvirkede på McCartney forrige album, samt Denny Laine, tidligere medlem af Moody Blues. Albummet blev udgivet på Apple Records 7. december 1971 i både Storbritannien og USA til ret lunkne anmeldelser og ikke særligt imponerende salg.

## Indspilning
I juli 1971 mødte det nydannede Wings op i studiet til en samling helt nye sange skrevet af Paul McCartney. Tanken var at indspille sangene ganske hurtigt for at give et umiddelbart og råt udtryk af live-lyd i studiet. Indspilningen tog kun godt en uge, og fem af de otte sange blev indspillet i ét forløb. Første indspilningsdag var 25. juli. Omkring det tidspunkt er McCartney filmet, mens han spiller "Bip Bop" og "Hey Didfle"; disse filmstumper indgik i tv-dokumentaren fra 1979, Wings over the World.
Prøverne til albummet blev lavet i McCartneys pladestudie i Skotland, hvor Paul og Linda McCartney havde lavet demoer af sangene. Selve indspilningerne fandt sted i Abbey Road Studios med Tony Clark og Alan Parsons som teknikere. På begyndelsen af "Mumbo" kan man høre McCartney sige "Take it, Tony". Paul McCartney stod for al sang, hvor han dog på "I Am Your Singer" og "Some People Never Know" suppleres af Linda McCartney, der sammenrend Denny Laine synger kor på "Tomorrow".

## Indhold
Alle numre er skrevet af Paul og Linda McCartney, bortset fra "Love Is Strange", skrevet af Mickey Baker, Sylvia Vanderpool og Ethel Smith.
Side 1
1. "Mumbo" – 3:54
2. "Bip Bop" – 4:14
3. "Love Is Strange" – 4:50
4. "Wild Life" – 6:48

Side 2
1. "Some People Never Know" – 6:35
2. "I Am Your Singer" – 2:15
3. "Tomorrow" – 3:28
4. "Dear Friend" – 5:53

## Medvirkende
- Paul McCartney: vokal, bas, piano, guitar, mellotron, keyboards, percussion
- Linda McCartney: vokal, piano, keyboards, percussion
- Denny Laine: vokal, guitar, bas, percussion, keyboards
- Denny Seiwell: trommer, percussion